# Pseudlepista flavicosta
Pseudlepista flavicosta är en fjärilsart som beskrevs av George Francis Hampson 1910. Pseudlepista flavicosta ingår i släktet Pseudlepista och familjen björnspinnare. Inga underarter finns listade i Catalogue of Life.

## Bildgalleri

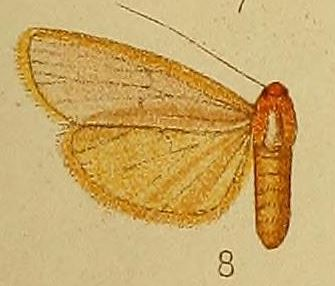